# Liste der Baudenkmäler in Mengkofen
Auf dieser Seite sind die Baudenkmäler in der niederbayerischen Gemeinde Mengkofen zusammengestellt. Diese Tabelle ist eine Teilliste der Liste der Baudenkmäler in Bayern. Grundlage ist die Bayerische Denkmalliste, die auf Basis des Bayerischen Denkmalschutzgesetzes vom 1. Oktober 1973 erstmals erstellt wurde und seither durch das Bayerische Landesamt für Denkmalpflege geführt wird. Die folgenden Angaben ersetzen nicht die rechtsverbindliche Auskunft der Denkmalschutzbehörde.

## Baudenkmäler nach Ortsteilen

### Mengkofen
| Lage                             | Objekt                                     | Beschreibung | Akten-Nr.    | Bild              |
| -------------------------------- | ------------------------------------------ | --- | ------------ | ----------------- |
| Am Bräugraben 2 (Standort)       | Ehemaliges Schloss                         | jetzt Kloster der Barmherzigen Schwestern vom heiligen Kreuz, dreigeschossiger Walmdachbau mit Ecktürmen und Treppengiebeln, nach Brand 1842 erbaut, im Kern wohl älter; Klostermauer; zwei Toreinfahrten, östlich und westlich des Hauptbaus. | D-2-79-127-1 | weitere Bilder    |
| Hauptstraße 20 (Standort)        | Gasthof Post                               | Dreiflügelanlage, zweigeschossiger Hauptbau mit Walmdach, im Kern 18. Jahrhundert; Verbindungstrakt, eingeschossiger Satteldachbau. | D-2-79-127-2 | weitere Bilder    |
| Hauptstraße 20 (Standort)        | Gasthof Post                               | nördlich Wirtschaftsgebäude mit Halbwalmdach, 18. Jahrhundert. Das Gebäude ist bekannt als Barockstadel. | D-2-79-127-2 | weitere Bilder    |
| Klausenweg (Standort)            | Heiligenhäuschen                           | Kapellenbildstock, kleiner Satteldachbau, 18. Jahrhundert; mit Figur St. Johannes Nepomuk. | D-2-79-127-5 | Heiligenhäuschen  |
| Klausenweg 2 (Standort)          | Katholische Pfarrkirche Mariä Verkündigung | Saalbau mit Westturm und eingezogenem Chor, 1717; mit barocker Ausstattung. | D-2-79-127-3 | weitere Bilder    |
| Nähe Limbacher Straße (Standort) | Kapellenbildstock                          | kleiner Satteldachbau, 1. Hälfte 19. Jahrhundert. Innenraum spitzbogig gewölbt mit Kruzifix. | D-2-79-127-6 | Kapellenbildstock |

### Altendorf
| Lage                      | Objekt  | Beschreibung | Akten-Nr.    | Bild    |
| ------------------------- | ------- | --- | ------------ | ------- |
| Flur Altendorf (Standort) | Kapelle | Satteldachbau mit Lisenengliederung und profiliertem Giebelfeld, bäuerlicher Nachbarock, laut Inschrift 1826 erbaut | D-2-79-127-7 | Kapelle |

### Brunnholz
| Lage                   | Objekt     | Beschreibung | Akten-Nr.    | Bild |
| ---------------------- | ---------- | --- | ------------ | ---- |
| Brunnholz 2 (Standort) | Bauernhaus | zweigeschossiger Blockbau mit Flachsatteldach, Giebelschrot und Hochlaube, Wirtschaftsteil gemauert, 2. Hälfte 18. Jahrhundert | D-2-79-127-9 | BW   |

### Dengkofen
| Lage                   | Objekt                               | Beschreibung                                                                      | Akten-Nr.     | Bild           |
| ---------------------- | ------------------------------------ | --------------------------------------------------------------------------------- | ------------- | -------------- |
| Dengkofen 2 (Standort) | Katholische Filialkirche St. Stephan | Saalbau mit Westturm, Neubau 1761; mit Ausstattung                                | D-2-79-127-10 | weitere Bilder |
| Dengkofen 5 (Standort) | Wohnstallhaus                        | zweigeschossiger Flachsatteldachbau mit Traufschrot, erste Hälfte 19. Jahrhundert | D-2-79-127-11 | Wohnstallhaus  |

### Eck
| Lage             | Objekt     | Beschreibung                                                         | Akten-Nr.     | Bild       |
| ---------------- | ---------- | -------------------------------------------------------------------- | ------------- | ---------- |
| Eck 1 (Standort) | Hofkapelle | kleiner Satteldachbau, erste Hälfte 19. Jahrhundert; mit Ausstattung | D-2-79-127-13 | Hofkapelle |

### Ettenkofen
| Lage                    | Objekt          | Beschreibung                                                                                                | Akten-Nr.     | Bild            |
| ----------------------- | --------------- | --- | ------------- | --------------- |
| Ettenkofen 1 (Standort) | Kleinbauernhaus | zweigeschossiger Blockbau mit Flachsatteldach, umlaufendem Schrot und Hochlaube, 2. Hälfte 18. Jahrhundert. | D-2-79-127-17 | Kleinbauernhaus |
| Ettenkofen 7 (Standort) | Kleinhaus       | erdgeschossiger geschlämmter Blockbau mit Hochlaube und Flachsatteldach, im Kern 2. Hälfte 17. Jahrhundert. | D-2-79-127-16 | Kleinhaus       |

### Frauenthal
| Lage                    | Objekt     | Beschreibung | Akten-Nr.     | Bild       |
| ----------------------- | ---------- | --- | ------------- | ---------- |
| Frauenthal 2 (Standort) | Bauernhaus | Flachsatteldachbau mit Blockbau-Obergeschoss, Bretterschrot und verschaltem Vordach, wohl 1. Hälfte 18. Jahrhundert; Blockbaustadel, 18./19. Jahrhundert | D-2-79-127-20 | Bauernhaus |

### Gern
| Lage              | Objekt     | Beschreibung                                                                                              | Akten-Nr.     | Bild       |
| ----------------- | ---------- | --- | ------------- | ---------- |
| Gern 4 (Standort) | Bauernhaus | Satteldachbau mit Blockbau-Obergeschoss, Trauf- und Giebelschrot, 2. Hälfte 18. Jahrhundert, Dach später. | D-2-79-127-21 | Bauernhaus |

### Ginhart
| Lage                 | Objekt     | Beschreibung                                                                            | Akten-Nr.     | Bild       |
| -------------------- | ---------- | --------------------------------------------------------------------------------------- | ------------- | ---------- |
| Ginhart 4 (Standort) | Bauernhaus | Flachsatteldachbau mit Blockbau-Obergeschoss und Traufschrot, 2. Hälfte 18. Jahrhundert | D-2-79-127-22 | Bauernhaus |

### Hagenau
| Lage                  | Objekt                                | Beschreibung                                                                              | Akten-Nr.     | Bild           |
| --------------------- | ------------------------------------- | ----------------------------------------------------------------------------------------- | ------------- | -------------- |
| Hagenau 37 (Standort) | Katholische Filialkirche St. Leonhard | spätgotischer Saalbau mit Südturm, Erweiterung 2. Hälfte 19. Jahrhundert; mit Ausstattung | D-2-79-127-27 | weitere Bilder |

### Hammelhof
| Lage                   | Objekt                     | Beschreibung                                                                           | Akten-Nr.     | Bild                       |
| ---------------------- | -------------------------- | -------------------------------------------------------------------------------------- | ------------- | -------------------------- |
| Hammelhof 4 (Standort) | Ehemaliges Kleinbauernhaus | zweigeschossiger Blockbau mit Satteldach, zum Teil weiß getüncht, Ende 17. Jahrhundert | D-2-79-127-30 | Ehemaliges Kleinbauernhaus |

### Hanny
| Lage                  | Objekt      | Beschreibung | Akten-Nr.     | Bild           |
| --------------------- | ----------- | --- | ------------- | -------------- |
| Nähe Hanny (Standort) | Feldkapelle | Kapelle zum Gegeißelten Heiland. Kleiner, nach Westen gerichteter Satteldachbau, zweites Viertel des 19. Jahrhunderts; mit Ausstattung | D-2-79-127-31 | weitere Bilder |

### Hofdorf
| Lage                            | Objekt                                 | Beschreibung | Akten-Nr.     | Bild                    |
| ------------------------------- | -------------------------------------- | --- | ------------- | ----------------------- |
| Süßkofener Straße 7 (Standort)  | Bauernhaus                             | Satteldachbau mit Blockbau-Obergeschoss, im Kern 18. Jahrhundert, Dach später. | D-2-79-127-43 | Bauernhaus              |
| Süßkofener Straße 16 (Standort) | Ehemals Kleinbauernhaus                | Traufseitbau mit Blockbau-Obergeschoss und Traufschrot, im Kern 18. Jahrhundert | D-2-79-127-44 | Ehemals Kleinbauernhaus |
| Süßkofener Straße 23 (Standort) | Pfarrstadel (östlich)                  | Flachsatteldachbau mit Blockbau-Obergeschoss, 2. Hälfte 18. Jahrhundert. | D-2-79-127-35 | Pfarrstadel (östlich)   |
| Süßkofener Straße 23 (Standort) | Pfarrstadel (westlich)                 | Flachsatteldachbau mit Blockbau-Obergeschoss, 2. Hälfte 18. Jahrhundert. | D-2-79-127-35 | Pfarrstadel (westlich)  |
| Süßkofener Straße 25 (Standort) | Katholische Pfarrkirche St. Margaretha | neuromanischer Saalbau mit Südturm, Einbeziehung gotischer Teile in Chor und Turm, von Heinrich Hauberrisser, 1905; mit Ausstattung; Friedhofsmauer, westlicher und südlicher Teil erhalten, gleichzeitig. | D-2-79-127-34 | weitere Bilder          |
| Süßkofener Straße 32 (Standort) | Bauernhaus                             | eines ehemaligen Dreiseithofes, zweigeschossiger, zum Teil verkleideter Blockbau mit Traufschrot und Satteldach, 18. Jahrhundert, Dach später                                                              | D-2-79-127-36 | Bauernhaus              |

### Hönigsbach
| Lage                     | Objekt                  | Beschreibung                                                                                              | Akten-Nr.     | Bild |
| ------------------------ | ----------------------- | --- | ------------- | ---- |
| Hönigsbach 19 (Standort) | Ehemals Kleinbauernhaus | Flachsatteldachbau mit Blockbau-Obergeschoss, umlaufendem Schrot und Hochlaube, 2. Hälfte 18. Jahrhundert | D-2-79-127-33 | BW   |

### Hüttenkofen
| Lage                             | Objekt                                     | Beschreibung | Akten-Nr.     | Bild           |
| -------------------------------- | ------------------------------------------ | --- | ------------- | -------------- |
| Straubinger Straße 13 (Standort) | Katholische Filialkirche Mariä Himmelfahrt | Saalbau mit Südturm und eingezogenem Chor, Chor und Turmunterbau um 1400, Langhausneubau in Blankziegeln, von Leonhard Schmidtner, 1852; mit Ausstattung | D-2-79-127-46 | weitere Bilder |

### Klausen
| Lage                    | Objekt                                     | Beschreibung                                                                                    | Akten-Nr.     | Bild           |
| ----------------------- | ------------------------------------------ | ----------------------------------------------------------------------------------------------- | ------------- | -------------- |
| Nähe Klausen (Standort) | Katholische Wallfahrtskirche St. Redemptor | kleiner Saalbau mit nicht eingezogenem Chor und Dachreiter, um 1785 neu gebaut; mit Ausstattung | D-2-79-127-49 | weitere Bilder |

### Martinsbuch
| Lage                               | Objekt                             | Beschreibung | Akten-Nr.     | Bild                               |
| ---------------------------------- | ---------------------------------- | --- | ------------- | ---------------------------------- |
| Geiselhöringer Straße 5 (Standort) | Pfarrhof                           | Pfarrhaus, zweigeschossiger Halbwalmdachbau, 1. Hälfte 19. Jahrhundert, im Kern wohl älter; Kapelle, 1. Hälfte 19. Jahrhundert, im Nebengebäude. | D-2-79-127-55 | Pfarrhof                           |
| Kirchfeld 17 (Standort)            | Katholische Pfarrkirche St. Martin | barocker Saalbau mit eingezogenem Chor und Nordturm, von Kaspar Hagn, 1728; mit Ausstattung                                                      | D-2-79-127-54 | Katholische Pfarrkirche St. Martin |

### Meising
| Lage                 | Objekt     | Beschreibung                                                                                                 | Akten-Nr.     | Bild       |
| -------------------- | ---------- | --- | ------------- | ---------- |
| Meising 1 (Standort) | Hofkapelle | Marienkapelle. Kleiner Satteldachbau mit quadratischem Dachreiter und Spitzhelm über dem Südgiebel; um 1850. | D-2-79-127-61 | Hofkapelle |

### Mühlhausen
| Lage                   | Objekt          | Beschreibung                                                                       | Akten-Nr.     | Bild            |
| ---------------------- | --------------- | ---------------------------------------------------------------------------------- | ------------- | --------------- |
| Wagnerweg 3 (Standort) | Kleinbauernhaus | Flachsatteldachbau mit Blockbau-Obergeschoss und Hochlaube, Anfang 19. Jahrhundert | D-2-79-127-62 | Kleinbauernhaus |

### Multham
| Lage                 | Objekt     | Beschreibung                                                             | Akten-Nr.     | Bild       |
| -------------------- | ---------- | ------------------------------------------------------------------------ | ------------- | ---------- |
| Multham 7 (Standort) | Hofkapelle | neugotischer Ziegelbau mit halbrunder Apsis und Inschrifttafel von 1895. | D-2-79-127-65 | Hofkapelle |

### Obertunding
| Lage                           | Objekt                                | Beschreibung | Akten-Nr.     | Bild           |
| ------------------------------ | ------------------------------------- | --- | ------------- | -------------- |
| Otteringer Straße 1 (Standort) | Katholische Pfarrkirche St. Katharina | Chorturmanlage mit Sattelturm, Eingangsvorhalle, Südsakristei und östlicher Seelenkapelle am Chor, 12./13. Jahrhundert, Langhaus im Kern gotisch, barockisiert; mit Ausstattung; mit Kirchhofmauer. | D-2-79-127-69 | weitere Bilder |

### Ottending
| Lage                    | Objekt                                | Beschreibung | Akten-Nr.     | Bild               |
| ----------------------- | ------------------------------------- | --- | ------------- | ------------------ |
| Ottending 6 (Standort)  | Wohnstallhaus                         | des Vierseithofes, Satteldachbau mit Traufschrot und Gred, 18. und 19. Jahrhundert                                                                                        | D-2-79-127-73 | Wohnstallhaus      |
| Ottending 7 (Standort)  | Ehemals Bauernhaus                    | Satteldachbau mit Blockbau-Obergeschoss und zweiseitig umlaufendem Schrot, 2. Hälfte 18. Jahrhundert, Dach später.                                                        | D-2-79-127-72 | Ehemals Bauernhaus |
| Ottending 13 (Standort) | Katholische Filialkirche St. Wolfgang | Saalbau mit Eingangsvorhalle und Südturm mit Pyramidendach im Chorwinkel, im Kern 2. Hälfte 13. Jahrhundert, Chor und Turm spätgotisch, barock verändert; mit Ausstattung | D-2-79-127-71 | weitere Bilder     |

### Pramersbuch
| Lage                      | Objekt                                      | Beschreibung                                                                         | Akten-Nr.     | Bild                                        |
| ------------------------- | ------------------------------------------- | ------------------------------------------------------------------------------------ | ------------- | ------------------------------------------- |
| Pramersbuch 21 (Standort) | Katholische Filialkirche St. Peter und Paul | barocker Saalbau mit Dachreiter, 17. Jahrhundert, Türmchen von 1906; mit Ausstattung | D-2-79-127-74 | Katholische Filialkirche St. Peter und Paul |

### Puchhausen
| Lage                             | Objekt                              | Beschreibung                                                      | Akten-Nr.     | Bild           |
| -------------------------------- | ----------------------------------- | ----------------------------------------------------------------- | ------------- | -------------- |
| Leiblfinger Straße 10 (Standort) | Katholische Filialkirche St. Petrus | neuromanischer Saalbau mit Nordturm, erbaut 1900; mit Ausstattung | D-2-79-127-80 | weitere Bilder |

### Radlkofen
| Lage                    | Objekt     | Beschreibung                                                                                       | Akten-Nr.     | Bild       |
| ----------------------- | ---------- | -------------------------------------------------------------------------------------------------- | ------------- | ---------- |
| Radlkofen 17 (Standort) | Bauernhaus | Satteldachbau mit zum Teil verputztem Blockbau-Obergeschoss, im Kern 18. Jahrhundert, Dach später. | D-2-79-127-83 | Bauernhaus |

### Rasch
| Lage               | Objekt                  | Beschreibung | Akten-Nr.      | Bild                    |
| ------------------ | ----------------------- | --- | -------------- | ----------------------- |
| Rasch 2 (Standort) | Ehemals Klostermaierhof | ehemaliges Wohnstallhaus, zweigeschossiger Satteldachbau mit befenstertem Kniestock, im Kern 18. Jahrhundert; Kapelle mit Lourdes-Grotte, in pittoreskem Uhrturm von 1907; Stall, in Teilen erhalten, bezeichnet 1907 | D-2-79-127-112 | Ehemals Klostermaierhof |

### Rauhleiten
| Lage                    | Objekt     | Beschreibung                                                     | Akten-Nr.     | Bild       |
| ----------------------- | ---------- | ---------------------------------------------------------------- | ------------- | ---------- |
| Rauhleiten 2 (Standort) | Bauernhaus | Satteldachbau mit Blockbau-Obergeschoss, im Kern 18. Jahrhundert | D-2-79-127-86 | Bauernhaus |

### Schönrain
| Lage                   | Objekt             | Beschreibung                                                                                    | Akten-Nr.     | Bild               |
| ---------------------- | ------------------ | ----------------------------------------------------------------------------------------------- | ------------- | ------------------ |
| Schönrain 4 (Standort) | Bauernhaus         | Satteldachbau, mit zum Teil verputztem Blockbau-Obergeschoss, im Kern Ende 18. Jahrhundert      | D-2-79-127-88 | BW                 |
| Schönrain 5 (Standort) | Ehemals Bauernhaus | Satteldachbau mit Blockbau-Obergeschoss, Traufschrot und Hochlaube, im Kern 17./18. Jahrhundert | D-2-79-127-89 | Ehemals Bauernhaus |

### Steinbach
| Lage                   | Objekt                              | Beschreibung                                                                               | Akten-Nr.     | Bild           |
| ---------------------- | ----------------------------------- | ------------------------------------------------------------------------------------------ | ------------- | -------------- |
| Steinbach 3 (Standort) | Katholische Pfarrkirche St. Michael | barockisierender Saalbau mit Westturm, Neubau 1926, Turm vom Vorgängerbau; mit Ausstattung | D-2-79-127-90 | weitere Bilder |

### Steinbühl
| Lage                                   | Objekt    | Beschreibung                                                                                       | Akten-Nr.     | Bild      |
| -------------------------------------- | --------- | -------------------------------------------------------------------------------------------------- | ------------- | --------- |
| Von Weitenhülln nach Wunder (Standort) | Bildstock | gemauert, mit gusseisernem Kreuzaufsatz, bezeichnet 1805 (übertüncht); südöstlich an der Waldecke. | D-2-79-127-91 | Bildstock |

### Süßkofen
| Lage                  | Objekt  | Beschreibung                                                            | Akten-Nr.     | Bild    |
| --------------------- | ------- | ----------------------------------------------------------------------- | ------------- | ------- |
| Süßkofen 5 (Standort) | Kapelle | Satteldachbau mit halbrundem Abschluss, zweites Viertel 19. Jahrhundert | D-2-79-127-93 | Kapelle |

### Tunzenberg
| Lage                               | Objekt                          | Beschreibung | Akten-Nr.     | Bild           |
| ---------------------------------- | ------------------------------- | --- | ------------- | -------------- |
| Schloßberg 1 (Standort)            | Schloss                         | Dreiflügelbau mit Torturm um geschlossenen Innenhof, im Kern um 1570, Wiederaufbau um 1700, südöstlicher Kopfbau mit Walmdach, 1725, Umgestaltung im 19. Jahrhundert, nordöstlich ehemaliges Verwalterwohnhaus, Walmdachbau, erste Hälfte 18. Jahrhundert | D-2-79-127-94 | weitere Bilder |
| Schloßberg 1 (Standort)            | Schlosskapelle                  | Als Pendantbau zur Schlosskirche jenseits der Toreinfahrt; katholische Schlosskirche St. Joseph, lisenengegliederter Walmdachbau; mit Ausstattung; Umfriedungsmauern mit Zinnen, 19. Jahrhundert                                                          | D-2-79-127-94 | Schlosskapelle |
| Schloßberg 2 (Standort)            | Bauernhaus                      | Flachsatteldachbau mit zweiseitig umlaufendem Schrot, Hochlaube und Blockbau-Obergeschoss, Mitte 18. Jahrhundert; innerhalb der südlichen Ummauerung, mit Zinnen, 19. Jahrhundert                                                                         | D-2-79-127-96 | Bauernhaus     |
| Schloßberg 5 (Standort)            | Schlossschänke                  | eingeschossiger Satteldachbau mit getrepptem Zwerchgiebel, wohl Mitte 19. Jahrhundert | D-2-79-127-95 | Schlossschänke |
| Von-Niethammer-Straße 1 (Standort) | Ehemaliges Benefiziatenwohnhaus | zweigeschossiger Walmdachbau, 1734; innerhalb der südlichen Ummauerung, 18./19. Jahrhundert | D-2-79-127-97 | BW             |

### Vogelsang
| Lage                    | Objekt                   | Beschreibung | Akten-Nr.      | Bild                     |
| ----------------------- | ------------------------ | --- | -------------- | ------------------------ |
| Vogelsang 9 (Standort)  | Bauernhaus               | Flachsatteldachbau mit teils verputztem bzw. verschindeltem Blockbau-Obergeschoss und Traufschrot, Ende 18. Jahrhundert | D-2-79-127-104 | Bauernhaus               |
| Vogelsang 19 (Standort) | Ehemaliges Wohnstallhaus | Satteldachbau, teilweise mit Blockbau-Obergeschoss, 1. Hälfte 19. Jahrhundert                                           | D-2-79-127-105 | Ehemaliges Wohnstallhaus |

### Weichshofen
| Lage                      | Objekt                             | Beschreibung | Akten-Nr.      | Bild                 |
| ------------------------- | ---------------------------------- | --- | -------------- | -------------------- |
| Hauptstraße 69 (Standort) | Katholische Filialkirche St. Georg | neuromanischer Saalbau in Blankziegelbauweise mit Nordturm und eingezogenem Chor, erbaut von Johann Baptist Niedereder, 1886; mit Ausstattung                                                                             | D-2-79-127-106 | weitere Bilder       |
| Hauptstraße 75 (Standort) | Ehemalige Kunstmühle               | später Lagerhaus, eingeschossiger Satteldachbau mit Treppengiebel und traufseitigen Arkaden, südlich anschließend zweigeschossiger Satteldachbau mit Rundbogengliederung, befenstertem Kniestock und Staffelgiebel, 1909. | D-2-79-127-107 | Ehemalige Kunstmühle |

### Weitenhülln
| Lage                      | Objekt     | Beschreibung                                                                                                 | Akten-Nr.      | Bild       |
| ------------------------- | ---------- | --- | -------------- | ---------- |
| Weitenhülln 14 (Standort) | Bauernhaus | zweigeschossiger Blockbau mit Traufschrot und Hochlaube, Wirtschaftsteil gemauert, 2. Hälfte 18. Jahrhundert | D-2-79-127-109 | Bauernhaus |

### Wunder
| Lage                | Objekt             | Beschreibung                                                                                                  | Akten-Nr.      | Bild               |
| ------------------- | ------------------ | --- | -------------- | ------------------ |
| Wunder 2 (Standort) | Weilerkapelle      | frühe bäuerliche Neugotik, bezeichnet 1833.                                                                   | D-2-79-127-110 | Weilerkapelle      |
| Wunder 6 (Standort) | Ehemals Bauernhaus | zweigeschossiger Satteldachbau mit Blockbau-Obergeschoss, Giebel- und Traufschrot, Ende des 18. Jahrhunderts. | D-2-79-127-111 | Ehemals Bauernhaus |

## Ehemalige Baudenkmäler
In diesem Abschnitt sind Objekte aufgeführt, die früher einmal in der Denkmalliste eingetragen waren, jetzt aber nicht mehr. Objekte, die in anderem Zusammenhang also z. B. als Teil eines Baudenkmals weiter eingetragen sind, sollen hier nicht aufgeführt werden. Aktennummern in diesem Abschnitt sind ehemalige, jetzt nicht mehr gültige Aktennummern.

| Lage                                           | Objekt                  | Beschreibung | Akten-Nr.      | Bild                    |
| ---------------------------------------------- | ----------------------- | --- | -------------- | ----------------------- |
| Hofdorf Süßkofener Straße 24 (Standort)        | Wohnhaus                | Flachsatteldachbau mit verschaltem Blockbau-Obergeschoss, im Kern 18. Jahrhundert                                               | D-2-79-127-39  | Wohnhaus                |
| Martinsbuch Geiselhöringer Straße 6 (Standort) | Ehemals Kleinbauernhaus | Flachsatteldachbau mit teils verputztem Blockbau-Obergeschoss, verschaltem Vordach und Bretterschrot, 2. Hälfte 18. Jahrhundert | D-2-79-127-60  | Ehemals Kleinbauernhaus |
| Obersteinbach Obersteinbach 2 (Standort)       | Bauernhaus              | Flachsatteldachbau mit z. T. verschaltem Blockbau-Obergeschoss und Traufschrot, 18./19. Jahrhundert                             | D-2-79-127-68  | Bauernhaus              |
| Puchhausen Hailinger Straße 20 (Standort)      | Kleinbauernhaus         | Satteldachbau mit Blockbau-Obergeschoss, im Kern 2. Hälfte 18. Jahrhundert, Dach später.                                        | D-2-79-127-82  | Kleinbauernhaus         |
| Vogelsang Vogelsang 3 (Standort)               | Ehemals Kleinbauernhaus | Satteldachbau mit Blockbau-Obergeschoss und Traufschrot, 1. Hälfte 19. Jahrhundert, Wirtschaftsteil erneuert.                   | D-2-79-127-103 | Ehemals Kleinbauernhaus |

## Abgegangene Baudenkmäler
In diesem Abschnitt sind Objekte aufgeführt, die früher einmal in der Denkmalliste eingetragen waren, jetzt aber nicht mehr existieren, z. B. weil sie abgebrochen wurden. Aktennummern in diesem Abschnitt sind ehemalige, jetzt nicht mehr gültige Aktennummern.

| Lage                                      | Objekt | Beschreibung                                | Akten-Nr.     | Bild   |
| ----------------------------------------- | ------ | ------------------------------------------- | ------------- | ------ |
| Puchhausen Hailinger Straße 11 (Standort) | Stadel | Blockbau mit Satteldach 18./19. Jahrhundert | D-2-79-127-81 | Stadel |